# Richard Thaler
Richard H. Thaler (East Orange, 12 september 1945) is een Amerikaans econoom.
In 2017 kreeg hij de Prijs van de Zweedse Rijksbank voor economie voor zijn bijdrage aan de gedragseconomie. Hij is verbonden aan de Booth School of Business van de Universiteit van Chicago.
1969: Frisch, Tinbergen ·
1970 : Samuelson ·
1971: Kuznets ·
1972: Hicks, Arrow ·
1973: Leontief ·
1974: Myrdal, Hayek ·
1975: Kantorovitsj, Koopmans ·
1976: Friedman ·
1977: Ohlin, Meade ·
1978: Simon ·
1979: Schultz, Lewis ·
1980: Klein ·
1981: Tobin ·
1982: Stigler ·
1983: Debreu ·
1984: Stone ·
1985: Modigliani ·
1986: Buchanan ·
1987: Solow ·
1988: Allais ·
1989: Haavelmo ·
1990: Markowitz, Miller, Sharpe ·
1991: Coase ·
1992: Becker ·
1993: Fogel, North ·
1994: Harsanyi, Nash, Selten ·
1995: Lucas ·
1996: Mirrlees, Vickrey ·
1997: Merton, Scholes ·
1998: Sen ·
1999: Mundell ·
2000: Heckman, McFadden ·
2001: Akerlof, Spence, Stiglitz ·
2002: Kahneman, Smith ·
2003: Engle, Granger ·
2004: Kydland, Prescott ·
2005: Aumann, Schelling ·
2006: Phelps ·
2007: Hurwicz, Maskin, Myerson ·
2008: Krugman ·
2009: Ostrom, Williamson ·
2010: Diamond, Mortensen, Pissarides ·
2011: Sims, Sargent ·
2012: Roth, Shapley  ·
2013: Fama, Hansen, Shiller  ·
2014: Tirole  ·
2015: Deaton  ·
2016: Hart, Holmström ·
2017: Thaler ·
2018: Nordhaus, Romer ·
2019: Banerjee, Duflo, Kremer ·
2020: Milgrom, Wilson ·
2021: Imbens, Angrist, Card ·
2022: Bernanke, Diamond, Dybvig ·
2023: Goldin ·
2024: Acemoglu, Johnson, Robinson
- Bibsys: 90599303
- Biblioteca Nacional de España: XX4841048
- Bibliothèque nationale de France: cb122869560 (data)
- Catàleg d'autoritats de noms i títols de Catalunya: 981058602671106706
- CiNii: DA06020113
- DBLP: 62/7897
- Gemeinsame Normdatei: 124552080
- International Standard Name Identifier: 0000 0001 0936 3105
- Library of Congress Control Number: n91020664
- Nationale Bibliotheek van Letland: 000259233
- Mathematics Genealogy Project: 209527
- Bibliotheek van het Japanse parlement: 00671669
- Nationale Bibliotheek van Tsjechië: vse2008430010
- Nationale bibliotheek van Australië: 35908173
- Nationale Bibliotheek van Israël: 987007581714005171
- Nationale Bibliotheek van Polen: a0000003572600
- Nationale en Universitaire bibliotheek Zagreb: 000500452
- Nederlandse Thesaurus van Auteursnamen: 07524697X
- Réseau des bibliothèques de Suisse occidentale: 02-A027237953
- Système universitaire de documentation: 031704247
- Trove: 1141133
- Virtual International Authority File: 112163776
- WorldCat: E39PBJqBv77wT8fdhP6B7t384q